# پدل
پُدُل، روستایی در دهستان مهران بخش مهران شهرستان بندر لنگه در استان هرمزگان ایران است. این روستا، مرکز دهستان مهران است.
پدل در ۱۲۰ کیلومتری شمال شهر بندر لنگه و ۷۰ کیلومتری غرب شهر بندر خمیر واقع شده است.

## جمعیت
بر پایه سرشماری عمومی نفوس و مسکن در سال ۱۳۹۵، جمعیت این روستا برابر با ۱٬۲۷۶ نفر (۳۵۹ خانوار) بوده است.